# Torneo de las Cuatro Naciones 2016 (fútbol femenino)
El  'Torneo de Cuatro Naciones'  es la edición no.16 del Torneo Cuatro Naciones (fútbol femenino) Torneo Cuatro Naciones, un torneo de fútbol por invitación de Fútbol femenino celebrado en China.

## Clasificación Final
| Equipo        | Pts | PJ | PG | PE | PP | GF | GC | Dif |
| ------------- | --- | -- | -- | -- | -- | -- | -- | --- |
| China         | 7   | 3  | 2  | 1  | 0  | 10 | 0  | +10 |
| México        | 7   | 3  | 2  | 1  | 0  | 3  | 0  | +3  |
| Corea del Sur | 3   | 3  | 1  | 0  | 2  | 5  | 4  | +1  |
| Vietnam       | 0   | 3  | 0  | 0  | 2  | 0  | 14 | -14 |

## Resultados
| 21 de enero de 2016, 17:00 | China | 0:0 | México |  |  |

| 21 de enero de 2016, 20:30 | Corea del Sur                                                                       | 5:0 (0:1) | Vietnam |  |  |
|                            | Lee Mina 13' · Lee Hyunyoung 45' · Yoo Younga 45+' · Kim Sooyun 52' · Lee Sodam 87' |           |         |  |  |

| 23 de enero de 2016, 17:00 | México                                    | 2:0 (2:0) | Corea del Sur |  |  |
|                            | Veronica Perez 5' · Desiree Monsivais 16' |           |               |  |  |

| 23 de enero de 2016, 20:30 | China | 8:0 | Vietnam |  |  |

| 26 de enero de 2016, 17:00 | Corea del Sur | 0:2 (0:1) | China                             |  |  |
|                            |               |           | Ma Xiaoxu 11' · Wang Shanshan 77' |  |  |

| 26 de enero de 2016, 20:30 | México                | 1:0 (0:0) | Vietnam |  |  |
|                            | Mirabel Domínguez 87' |           |         |  |  |